# Red Fal
Red Fal (siglas de Foro de Autoridades Locales) por la inclusión social y la democracia participativa. La Red Fal nace en el 2001 en el Foro Social Mundial de Porto Alegre con el objetivo fundamental de que las ciudades se tornen actores importantes en el proceso de globalización y con el deber de construir y desarrollar, con la sociedad civil, alternativas democráticas de gestión pública que combatan la exclusión social y creando una cultura de paz y solidaridad.
La Red FAL es una red internacional de instituciones y autoridades locales abierta a la participación de redes de movimientos sociales que se identifica y apoya el desarrollo del Foro Social Mundial, convencidos de que otro mundo es posible, y este comienza en los pueblos y ciudades.
El objetivo del FAL es promover e intercambiar iniciativas locales de inclusión social y democracia participativa, con la participación de movimientos sociales, así como ampliar la capacidad de intervención política y social de los poderes locales y desarrollar iniciativas comunes.

## Historia
2001 - El primer FAL tuvo lugar en el marco del Foro Social Mundial de Porto Alegre 2001, el tema central que se trató fue las dificultades de las gestión pública municipal en un escenario de crecientes desigualdades sociales. El resultado de esta reunión fue la Carta de Porto Alegre en la que quedó patente la sensibilización de las autoridades locales, por ocupar un espacio político y asumir su papel a través de políticas públicas para la inclusión social, democratizadoras de riqueza y poder
2002 - El II Foro de Autoridades Locales, se desarrolló en el Marco del Foro Social Mundial de Porto Alegre 2002 como tema principal se trataba de incentivar la cooperación descentralizada entre las ciudades activos en el escenario mundial. Como resultado del foro los asistentes firmaron la declaración de Porto Alegre en la que se comprometían en la creación de la Red de Autoridades Locales por la Inclusión Social. Durante este Foro, se celebró la primera Reunión Pública Mundial de Cultura, en la que surgió la idea de redactar un documento orientador de las políticas culturales locales, un documento que fuera equiparable a lo que la Agenda 21 significó para el medio ambiente en 1992, la denominada "Agenda 21 de la cultura".
2003 - El III encuentro del FAL se produjo de nuevo en el marco del Foro Social Mundial de Porto Alegre 2003, el tema transversal fue la aproximación entre gobiernos locales y movimientos sociales. Como resultado de este encuentro se redactó la Resolución de Porto Alegre
2004 - La IV reunión del FAL se celebró en el marco del Fórum Universal de las Culturas 2004 de Barcelona. En el encuentro, el FAL trató el tema de la dimensión cultural como factor clave para el desarrollo de las ciudades en temas de participación ciudadana. De este encuentro salió la Declaración de Barcelona y se aprobó la Agenda 21 de la cultura. Un compromiso de las ciudades y los gobiernos locales para el desarrollo cultural.
2005 - El V FAL, volvió a sus orígenes y tuvo lugar en el marco del Foro Social Mundial de Porto Alegre 2005. Este encuentro sirvió para impulsar la creación de la RED FAL que se encargaría de gestionar, apoyar y desarrollar los distintos planes de trabajo que propuestos creando así un vínculo continuo entre los integrantes del Foro de Autoridades Locales
2006 - El VI FAL, tuvo lugar en Caracas en el marco del Foro Mundial Policéntrico
2007 - VII FAL, tuvo lugar en Nairobi, como anteriores ediciones, este tiene lugar en el marco del FSM. El primer FSM que tiene lugar en África, lo cual representó la oportunidad de establecer enlaces con los poderes locales y movimientos sociales de África. El FAL de Nairobi desarrollo seminarios comunes entre movimientos sociales y poderes locales en el interior del FSM.
2009 - El VIII FAL se celebró en Belem do Pará, en el marco del IX FSM. Una vez más el FAL afirma la importancia de la cooperación y la organización en red entre gobiernos territoriales de diferentes niveles y de la alianza con los movimientos sociales para la construcción de otro mundo posible en un contexto de crisis estructural global. El FAL impulsa la construcción de una estrategia internacional-local, articulada por ciudades, basada en una solidaridad ética y política, enfrentada a las múltiples formas de exclusión y de discriminación de los derechos humanos y sociales en los territorios.